# 小行星3469
小行星3469（3469 Bulgakov）是一颗绕太阳运转的小行星，为主小行星带小行星。该小行星于1982年10月21日发现。

## 轨道参数
小行星3469的轨道半长轴为3.0188784 UA，离心率为0.083。